# Республика Техас (движение)
Республика Техас — сепаратистское движение в США, добивающееся независимости Техаса. По мнению сепаратистов, государство Республика Техас было незаконно аннексировано в 1845 году Соединёнными Штатами и в настоящее время находится под их оккупацией. Официальные власти США не признают сепаратистское «государство».
Участники движения сформировали собственные правительство, судебную систему и правоохранительные органы. Кроме того, они подали судебные иски на крупные суммы против правительства США за «подрыв благосостояния Техаса».
Сепаратисты были обвинены американскими властями в осуществлении организованной преступной деятельности. В 1997 году база сепаратистов была блокирована полицией и силами ФБР в городе Форт Дэвис, когда одна из групп во главе с Ричардом Маклареном («послом Республики Техас в США») захватила заложников. Макларен угрожал оказать вооружённое сопротивление при попытке штурма. В результате того, что власти опасались повторения событий при штурме поместья секты «Ветвь Давидова» с многочисленными жертвами, осада затянулась на неделю, после чего Макларен и его сподвижники были арестованы.